# Total War Saga: Troy
Total War Saga: Troy es un videojuego de estrategia por turnos en tiempo real desarrollado por The Creative Assembly y publicado por Sega. Como el decimocuarto videojuego de la serie Total War, fue lanzado el 13 de agosto de 2020. Inspirado en la Ilíada de Homero, se centra en el histórico punto álgido de la guerra de Troya, la cual se desarrolla con características nuevas inspiradas en dicho periodo.
El juego se lanzó en la Epic Games Store de forma gratuita durante las primeras 24 horas y tendrá una exclusiva de un año antes de publicarse en Steam.
El juego, desde el lanzamiento cuenta cuenta con 8 facciones, 4 de los dánaos, las cuales son Ftia liderada por Aquiles, Micenas liderada por Agamanenon, Itaca liderada por Ulises y Esparta liderada por Menelao además de otras 4 facciones troyanas las cuales son Héctor de Troya liderada por Héctor, Paris de Troya liderada por Paris, Dardania liderada por Eneas y Licia liderada por Sarpedon, además se conocen 2 nuevas facciones que llegaran en septiembre ( en un dlc gratuito con Total War acces ) las cuales son las hermanas amazonas Hipolita y Pentesilea.
El 28 de enero de 2021 Troy recibió un nuevo dlc  Ajax y Diomedes que contó con nuevas facciones, mecánicas y unidades.
Para el 2 de septiembre del 2021 sale en plataforma Steam y nuevo dlc llamado Mythos, agrega tres mecánicas nuevas al juego, la verdad tras el mito, histórica y mitológica.
El 14 de diciembre de 2021, salió el dlc Rhesus & Memnon, Lidera nuevas unidades de guerreros egipcios, emboscadores forestales, carros devastadores, guerreros tracios de las tierras altas y más.
El modo multijugador no estuvo disponible hasta noviembre.

### Facciones
El juego presenta 8 facciones jugables en el lanzamiento, sin contar los personajes del dlc
| Aqueos - Ftia Aquiles - Micenas Agamenón - Esparta Menelao - Itaca Odiseo Ulises - Argos Diomedes - Salamina Ajax | Troyanos - Troya Héctor - Troya Paris - Troya Eneas - Troya Sarpedón - Etiopía Memnón - Tracia Reso | Amazonas - Amazonas de Hipólita Hipólita - Amazonas de Pentesilea Pentesilea |

| Nombre          | Fecha de lanzamiento     | Descripción |
| --------------- | ------------------------ | --- |
| Blood and Glory | 29 de octubre de 2020    | Agrega sangre y efectos de muerte decapitaciones |
| Ajax y Diomedes | 28 de enero de 2021      | Agrega dos Facciones jugables Argos y Salamina con sus respectivos héroes y unidades nuevas                                                                                             |
| Mythos          | 2 de septiembre de 2021  | Agrega monstruos y criaturas mitológicas que tienes que capturar, Cerbero, Grifo ,Hydra y otras menores centauros, sirenas etc que se unen a tu lado pára cambiar el rumbo de la guerra |
| Memnón Y Reso   | 14 de diciembre de 2021  | Agrega dos Facciones Etiopía y Tracia con sus respectivos Héroes y 49 unidades nuevas                                                                                                   |
| Amazonas        | 24 de septiembre de 2020 | Agrega dos nuevas facciones, con sus respectivas heroínas, nuevas tropas femeninas |